# Regiones de Guinea-Bisáu

Regiones de Guinea-Bisáu.

Guinea-Bisáu está dividida en 8 regiones (singular: região, plural: regiões) y 1 sector autónomo. Las regiones están divididas en un total de 37 sectores que a su vez se subdividen en grupos más pequeños llamados secciones (singular: secção, plural: secções), que se subdividen en lugares poblados (es decir, pueblos, aldeas, localidades, asentamientos, comunidades, etc.). 

## Regiones
Las regiones son las siguientes:
| Región                   | Capital                  | Área      | Población (2009) | Provincia | Nº sectores |        |        |           |         |   |   |
| ------------------------ | ------------------------ | --------- | ---------------- | --------- | ----------- | ------ | ------ | --------- | ------- | - | - |
| Región                   | Capital                  | Área      | Población (2009) | Provincia | Nº sectores | Bafatá | Bafatá | 5981,1km2 | 210.007 | E | 6 |
| Biombo                   | Quinhámel                | 838,8km2  | 97.120           | N         | 3           |        |        |           |         |   |   |
| Sector Autónomo de Bisáu | Sector Autónomo de Bisáu | 77,5km2   | 387.909          | —         | 1           |        |        |           |         |   |   |
| Bolama                   | Bolama                   | 2624,4km2 | 34.563           | S         | 3           |        |        |           |         |   |   |
| Cacheu                   | Cacheu                   | 5174,9km2 | 192.508          | N         | 6           |        |        |           |         |   |   |
| Gabú                     | Gabú                     | 9150,0km2 | 215.530          | E         | 5           |        |        |           |         |   |   |
| Oio                      | Farim                    | 5403,4km2 | 224.644          | N         | 5           |        |        |           |         |   |   |
| Quinara                  | Buba                     | 3138,4km2 | 63.610           | S         | 4           |        |        |           |         |   |   |
| Tombali                  | Catió                    | 3376,5km2 | 94.939           | S         | 5           |        |        |           |         |   |   |

Las regiones también se pueden agrupar en 3 provincias:
- Leste (Este): Bafatá, Gabú
- Norte: Biombo, Cacheu, Oio
- Sul (Sur): Bolama, Quinara, Tombali